# 343
343 је била проста година.

## Догађаји
- Википедија:Непознат датум — Одржан црквени сабор у Сардици (данашња Софија) на коме је осуђено аријанство.

- Западни римски цар Констанс I је у Британији, у војној кампањи против Пикта и Гелија.
- Источноримски цар Констанције II врши кампању у Адијабени, вазалном краљевству Јерменије (Персијско царство).

## Смрти
- 6. децембар – Свети Никола Мирликијски, хришћански светитељ (р. 270)